# Lycaena janigena
Lycaena janigena är en fjärilsart som beskrevs av Riley 1922. Lycaena janigena ingår i släktet Lycaena och familjen juvelvingar. Inga underarter finns listade i Catalogue of Life.